# Ái Dân
Ái Dân (chữ Hán giản thể: 爱民区, âm Hán Việt: Ái Dân khu) là một quận thuộc địa cấp thị Mẫu Đơn Giang, tỉnh Hắc Long Giang, Cộng hòa Nhân dân Trung Hoa. Quận Ái Dân có diện tích 359 km², dân số 230.000 người. Mã số bưu chính của quận Ái Dân là 157009. Quận Ái Dân được chia thành 6 nhai đạo biện sự xứ: Bắc Sơn, Thiết Bắc, Hướng Dương, Hoàng Hoa, Tân Hoa, Hưng Bình.